# Epidemas melanographa
Epidemas melanographa är en fjärilsart som beskrevs av George Francis Hampson 1906. Epidemas melanographa ingår i släktet Epidemas och familjen nattflyn. Inga underarter finns listade i Catalogue of Life.